# Hamburg Süd
«Гамбург Зюд» (нем. Hamburg Südamerikanische Dampfschifffahrts-Gesellschaft, сокр HSDG — Гамбург — Южноамериканская пароходная компания) — немецкая судоходная компания, основанная в 1871 году.
По состоянию на май 2015 года компания была 10-м крупнейшим в мире контейнерным перевозчиком с контейнеровместимостю судов в 587 939 TEU, оперировала 127-ю судами (в основном контейнеровозами) дейдвейтом более 500 тыс. тонн, и владела парком из 468 тыс. контейнеров. Годовой объём перевозок, выполняемых компанией, превышал 3,37 млн TEU.
Компания входила в немецкую группу Dr. Oetker, а в декабре 2017 года была продана датской компании Maersk.

## История

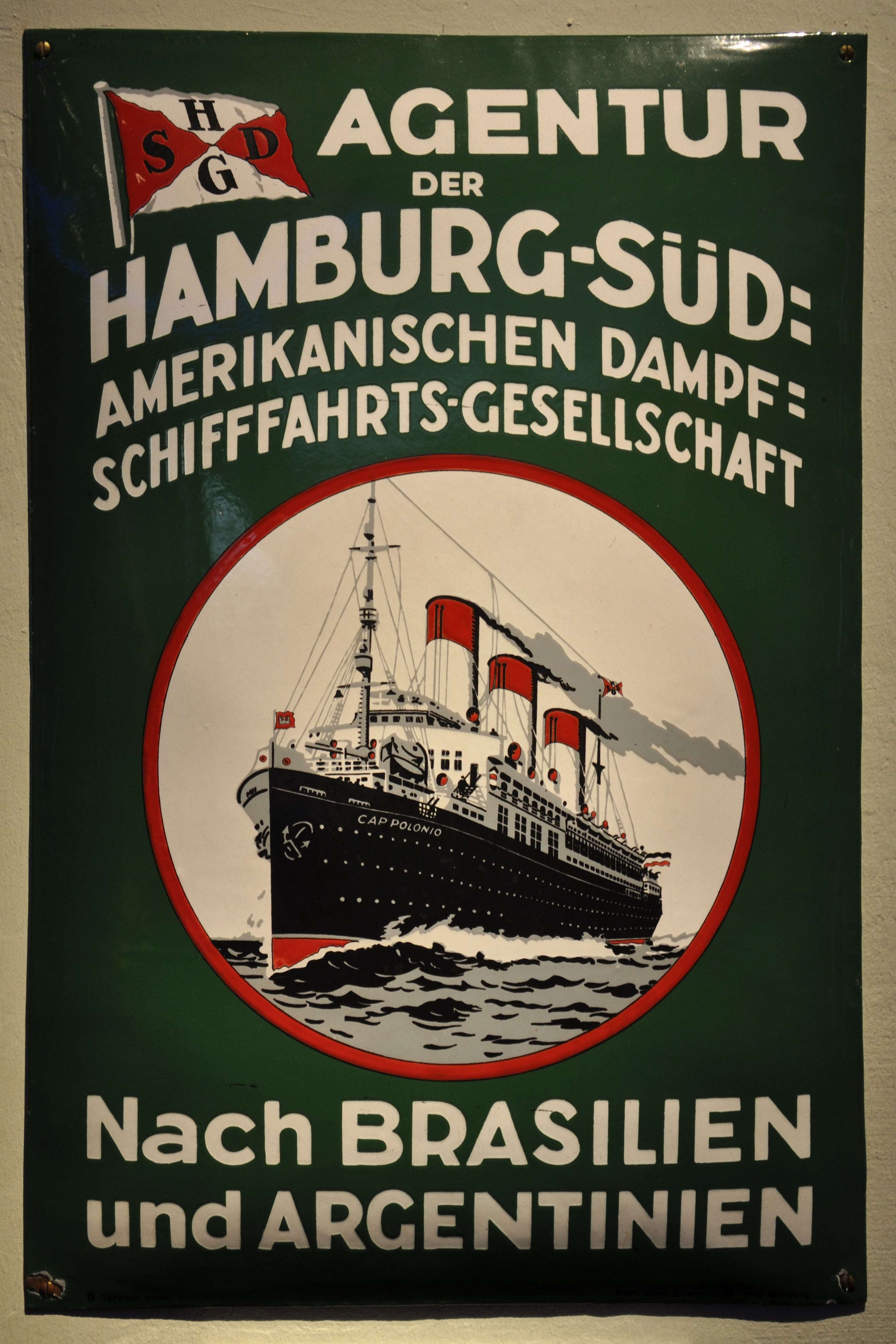
Лайнер Cap Polonio
на рекламном плакате компании

Компания была основана в 1871 году как акционерное общество представителями 11 гамбургских торговых домов. Вначале только три парохода водоизмещением 4 тысячи GRT выполняли ежемесячно рейсы в Бразилию и Ла-Плату. Перевозились как грузы, так и сезонные рабочие из Восточной и Южной Европы на южноамериканские плантации. В 1906 году компания начала выполнять пассажирские рейсы в Южную Америку с приобретением быстроходных пароходов Cap Vilano и Cap Arcona I.
По состоянию на 1914 году у компании было уже более 50 судов общим водоизмещением примерно 325 тысяч GRT, среди которых три крупных быстроходных парохода: Cap Finisterre, Cap Trafalgar и Cap Polonio. По результатам Первой мировой войны компания потеряла весь свой флот, но продолжила морские перевозки на зафрахтованных судах.
В 1922 году компанией был куплен пассажирский лайнер Cap Polonio, что стало началом лидерства компании в 1920—1930-х года в сфере морских круизов. В 1927 году был спущен на воду лайнер The Cap Arcona II — флагман пассажирской линии компании. В 1936 году компания Dr. Oetker приобрела 25-процентную долю в Hamburg Süd. По состоянию на 1939 год флот компании насчитывал 52 судна грузоподъемностью более 400 тысяч GRT.

### Вторая мировая война

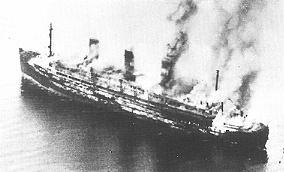
Горящий Кап Аркона вскоре после начала атаки, 3 мая 1945

В течение войны суда компании использовались Военно-морскими силами Германии как вспомогательные суда. 3 мая 1945 года, в результате атаки британских ВВС затонул лайнер компании «Кап Аркона», который в это время использовался в качестве тюрьмы, на его борту было более 4000 узников концлагерей.

### 1945—1990

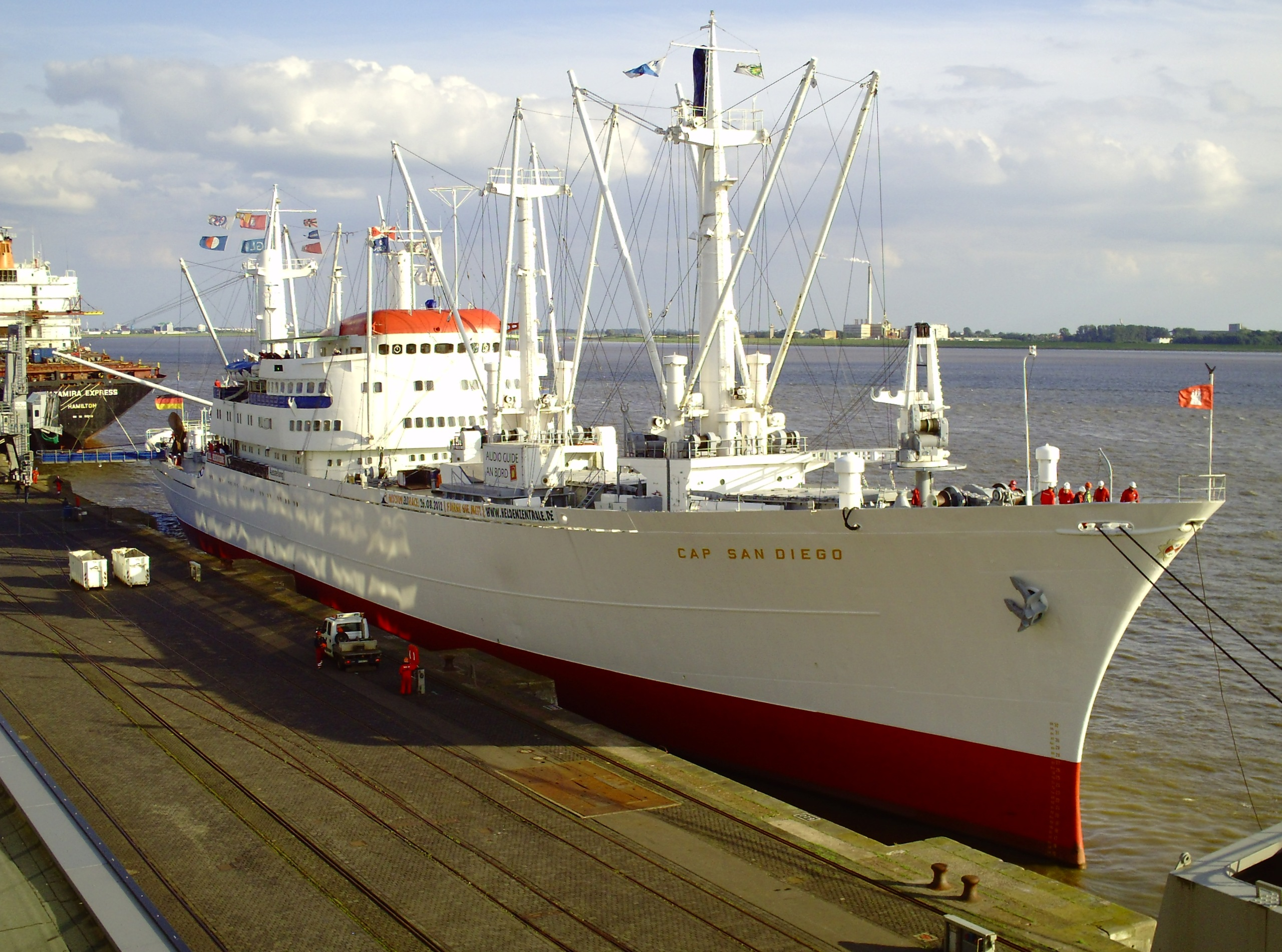
Корабль-музей Cap San Diego 1962 года постройки, 2010 год

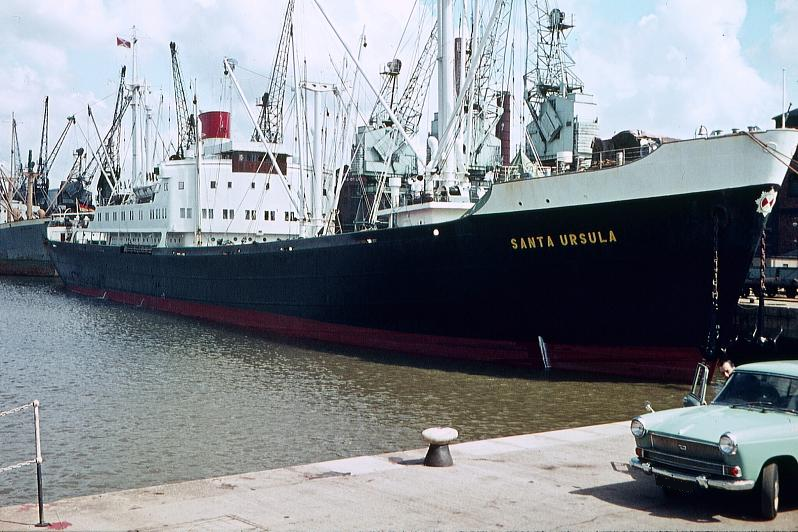
Контейнеровоз компании
Santa Ursula, Ливерпуль, 1962 год

По результатам Второй мировой войны компания потеряла весь флот, суда были или потоплены или должны быть переданы союзникам по антигитлеровской коалиции в виде контрибуции. Так, в 1946 году судно компании Wilhelmshaven 1943 года постройки было передано ГП «Эстонское морское пароходство» ММФ СССР, переименовано в «Корсунь-Шевченковский», судно Gunther 1944 года постройки передано ГП «Латвийское морское пароходство» ММФ СССР, переименовано в «Смоленск».
В 1951 году компания возобновила перевозки грузов на линиях между Европой и восточным побережьем Южной Америки и стала развивать трамповые, танкерные и рефрижераторые перевозки.
В 1955 году компания Dr. Oetker увеличила свою долю до контрольного пакета акций, а в 1961 году поглотила полностью. В 1956—1957 годах компания стала оперировать в Средиземном море, было возобновлено обслуживание линий между Северной и Южной Америкой под брендом Columbus Line.
В 1962 году в состав флота компании вошёл контейнеровоз «Cap San Diego», в настоящее время — корабль-музей в Гамбурге.
В 1971 году с вводом в эксплуатацию контейнеровозов Columbus New Zealand, Columbus Australia и Columbus America на маршрутах между восточным побережьем США, Австралией и Новой Зеландией, компания стала пионером в организации контейнерных перевозок на Tихом океане.
В 1980 году перевозки грузов из Европы до восточного побережья Южной Америки стали сугубо контейнерными. В 1986 году компания поглотила перевозчика Deutsche-Nah-Ost-Linie, а в 1989 году приобрела 50 % в испанской компании Ybarra y Cia. Sudamerica S.A.

### 1990—2010

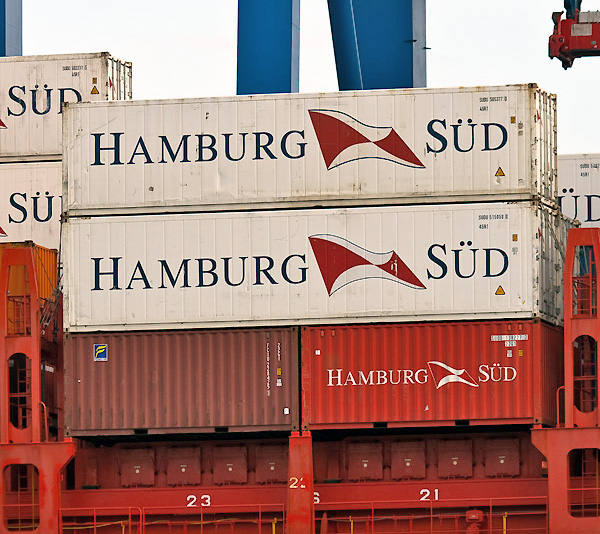
40- и 20-футовые контейнеры компании Hamburg Süd

В 1990 году компанией приобретена британская Furness Withy Group, в которую входили Royal Mail Line и Pacific Steam Navigation Company (PSNC). Также были поглощены Swedish Laser Lines, Rotterdam Zuid-America Lijn (RZAL) и Havenlijn. В 1998 году компанией приобретены бразильское пароходство Aliança и судоходная компания South Seas Steamship.
В период с 1999 по 2004 год компания приобрела контейнерные линии South Pacific Container Lines, Transroll’s Europe-South America East Coast, Inter-America Services, линию между Средиземноморьем и Индией/Пакистаном у компании Ellerman, линии между Азией и Южной Америкой, принадлежавшие компании Kien Hung. В 2006 году компания приобрела линии между Азией, Северной Америкой и Австралией/Новой Зеландией у российского пароходства Fesco.
В конце 2012 года появилась информация о том, что правление Hapag-Lloyd и правление Hamburg Süd изучают, может ли слияние компаний представлять интерес, и при каких условиях. В случае слияния компаний на мировом контейнерном рынке мог бы появиться один из крупнейших игроков. В начале 2013 года корпорации сделали заявление, из которого следовало, что в настоящее время идея слияния нецелесообразна.
По состоянию на 2014 год компания оперировала глобальной сетью из 40 океанских линий по всему миру, владела парком в 468 тыс. контейнеров, годовой объём перевозок, выполняемых компанией, превышал 3,3 млн TEU.
В 2016 году было достигнуто соглашение о продаже Hamburg Süd датской компании Maersk. Сделка была окончательно оформлена в конце 2017 года. Оборот компании Hamburg Süd в 2016 году составлял около 6,7 млрд долларов, более половины всей группы компаний Oetker. В начале 2023 года Maersk объявила о том, что все принадлежащие ей бренды, включая Hamburg Süd, будут постепенно переведены в бренд Maersk Line.

## Флот
Флот компании по состоянию на май 2015 года состоял из 126 контейнеровозов, включая 41 собственный, общая вместимость флота составляет более 500 тыс. TEU.

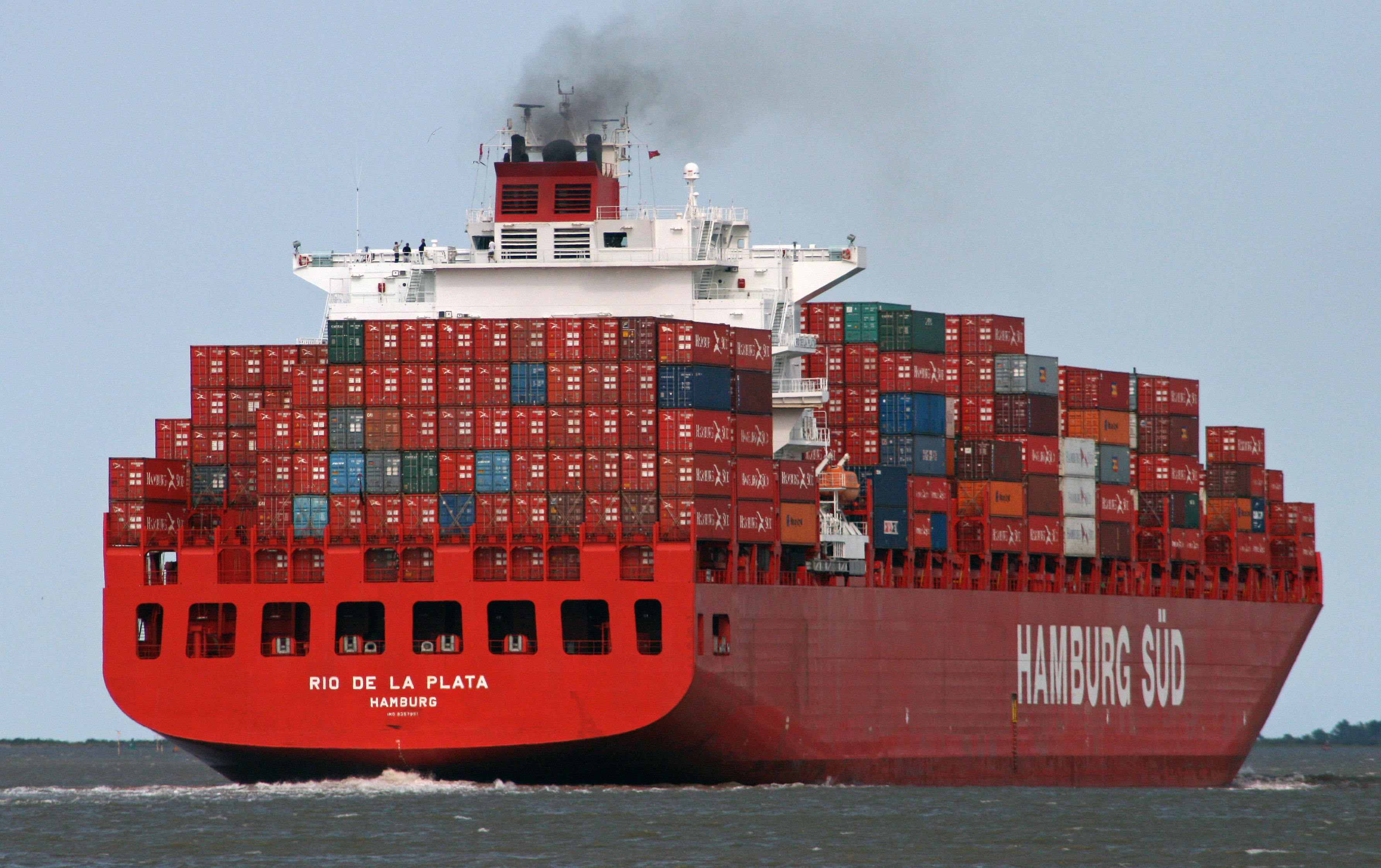
Rio de la Plata
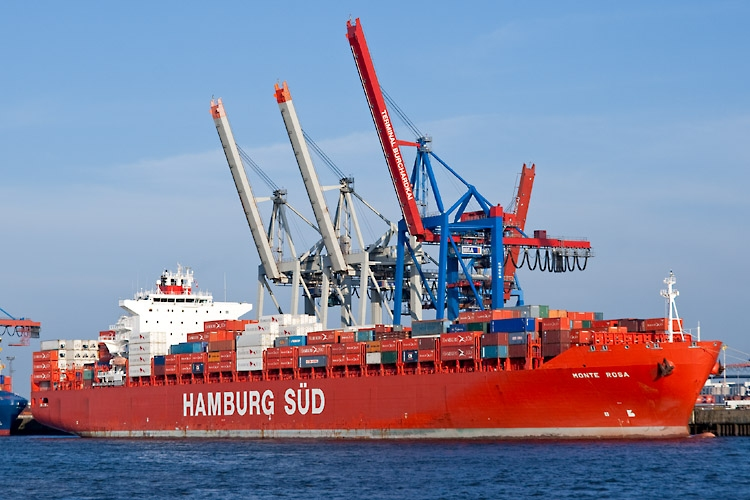
Monte Rosa
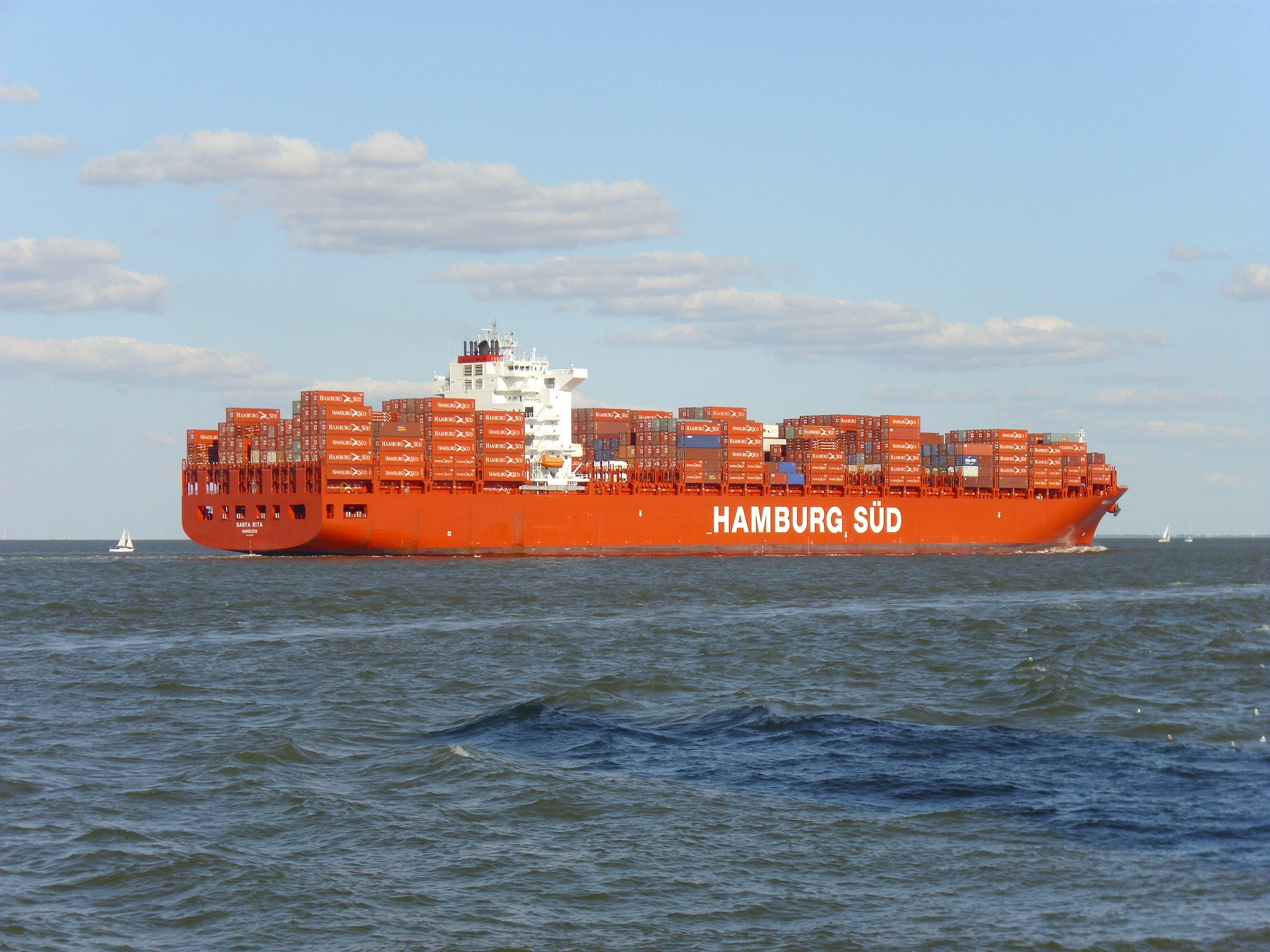
Santa Rita
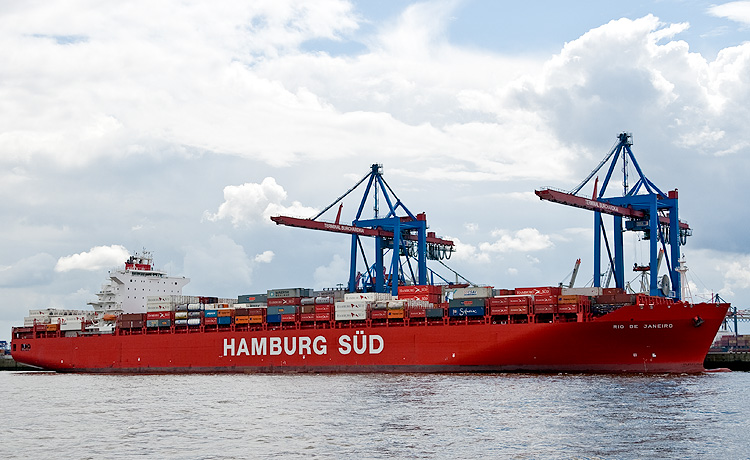
Rio de Janeiro